# A Hero Sits Next Door
A Hero Sits Next Door (titulado Nuestro vecino, el héroe en España y Mi vecino, el héroe sentado en Hispanoamérica) es el quinto episodio de la primera temporada de la serie Padre de familia emitido el 2 de mayo de 1999 a través de FOX. El episodio sirve de introducción al personaje de Joe Swanson, que de ahí en adelante se convertiría en uno de los personajes principales a lo largo de las temporadas. La trama se centra en Peter, quien tras haber lesionado a un compañero suyo en un partido de béisbol de empresa se ve obligado a buscar un sustituto para el próximo partido, de pronto descubre que su nuevo vecino fue jugador universitario y le convence. Sin embargo, al día siguiente descubre que es Parapléjico, no obstante resulta ser un gran jugador y no tarda en llevarse las alabanzas de los demás. Celoso por la atención que recibe su nuevo amigo y vecino, decide convertirse él también en un héroe.
El episodio está escrito por Mike Barker y Matt Weitzman y dirigido por Monte Young. Como artistas invitados, prestan sus voces a sus respectivos personajes: Susie Plackson y Michelle Kwan al igual que Wally Wingert y Carlos Alazraqui aparte de Patrick Warburton y Jennifer Tilly: voces de Joe y Bonnie Swanson.
El episodio recibió alabanzas positivas por parte de la crítica televisiva que consideró el argumento como una presentación memorable del personaje de Joe Swanson; algunos críticos comentaron positivamente la escena de lucha entre Swanson y El Grinch mientras que otros criticaron los flashbacks al igual que los giros de la trama.

## Argumento
En la fábrica "Me Importa Un Pepino", el Sr. Weed les presenta a sus empleados la nueva incorporación de la empresa: Guillermo, un joven atlético que intentará ayudar al equipo de empresa a ganar el próximo partido de béisbol. Por otro lado, Lois le informa a Peter de la llegada de sus nuevos vecinos, la familia Swanson. Aunque Lois está ilusionada por hacer nuevas amistades, Peter no comparte el mismo entusiasmo y se marcha al entrenamiento. Ya en el terreno de juego, Peter se dispone a sustituir al pitcher que se había ausentado al último momento por motivos personales, lamentablemente acaba lesionando a Guillermo después de lanzarle la bola por lo que su jefe amenaza con despedirle si no le encuentra otro sustituto.
Al volver a casa, Peter se encuentra a su mujer hablando con los vecinos, sin embargo, este primero se muestra rudo con ellos hasta que a la noche Lois le menciona a su marido que al nuevo vecino le gusta el béisbol y que en su época de universitario jugó en un equipo, cambiando así de parecer ante la posibilidad de haber encontrado un sustituto para Guillermo. No tarda pues en ir a casa de los Swanson y hacer amistades con Joe al mismo tiempo que le invita a jugar en su equipo. A la mañana siguiente, Peter va a presentarle al Sr. Weed el nuevo jugador que ha conseguido, el cual para sorpresa de ambos resulta ser parapléjico. Sin embargo, tal handicap no le impide ser un gran jugador capaz de llevar al equipo a la victoria, Stewie, al verlo cree estar viendo un cyborg. A la noche, Joe celebra una fiesta en la que invita a los compañeros de Peter para celebrar el partido, mientras Peter empieza a sentir celos del éxito de su vecino. De pronto Joe contesta ante una pregunta impertinente de Stewie, el cual está intrigado por su silla de ruedas. Antes de mudarse a Quahog, Joe era un policía que sufrió una lesión medular que le ocasionó una paraplejía después de enfrentarse contra un Grinch que planeaba robar los regalos de Navidad de un orfanato, esta anécdota consigue que Joe se gane el corazón de todos los asistentes, incluyendo a la familia Griffin.
Brian le explica a Peter que la razón de que Joe se gane la admiración de la gente es que al ser un policía en tal estado pone en riesgo su vida para salvar a las demás, por lo que Peter decide convertirse en un héroe. Para empezar, pretende impedir que se produzca un atraco que se está produciendo en esos momentos en un banco con rehenes, por lo que se lleva a su familia (ajenos a lo que pasa) para que le vean en acción, sin embargo las cosas se tuercen y tanto Peter como Brian son tomados como rehenes. Por otro lado, Lois y los demás siguen ajenos a lo que sucede en el banco y Meg le confiesa estar enamorada del hijo del vecino y le pide que le aconseje para que le haga caso, por lo que decide bajarse del coche para comprarle ropa para seducirle. De pronto, Lois descubre que el acceso a la sucursal está acordonada por la policía cayendo en la cuenta de que se está produciendo un atraco en donde su marido está de rehén. Finalmente, Joe consigue convencer a los atracadores que depongan su actitud y que liberen a los rehenes, tal acto hace que la gente se lleve al agente a hombros, momento que aprovecha Stewie para hallar la "fuente de energía" de la silla de ruedas hasta que Lois consigue que se duerma. Tras la situación de secuestro, Peter sigue decepcionado y reconoce que Joe es héroe, sin embargo su familia le explica que ser un héroe no es solo arriesgar la vida, sino estar con aquellos a los que quiere.

## Producción

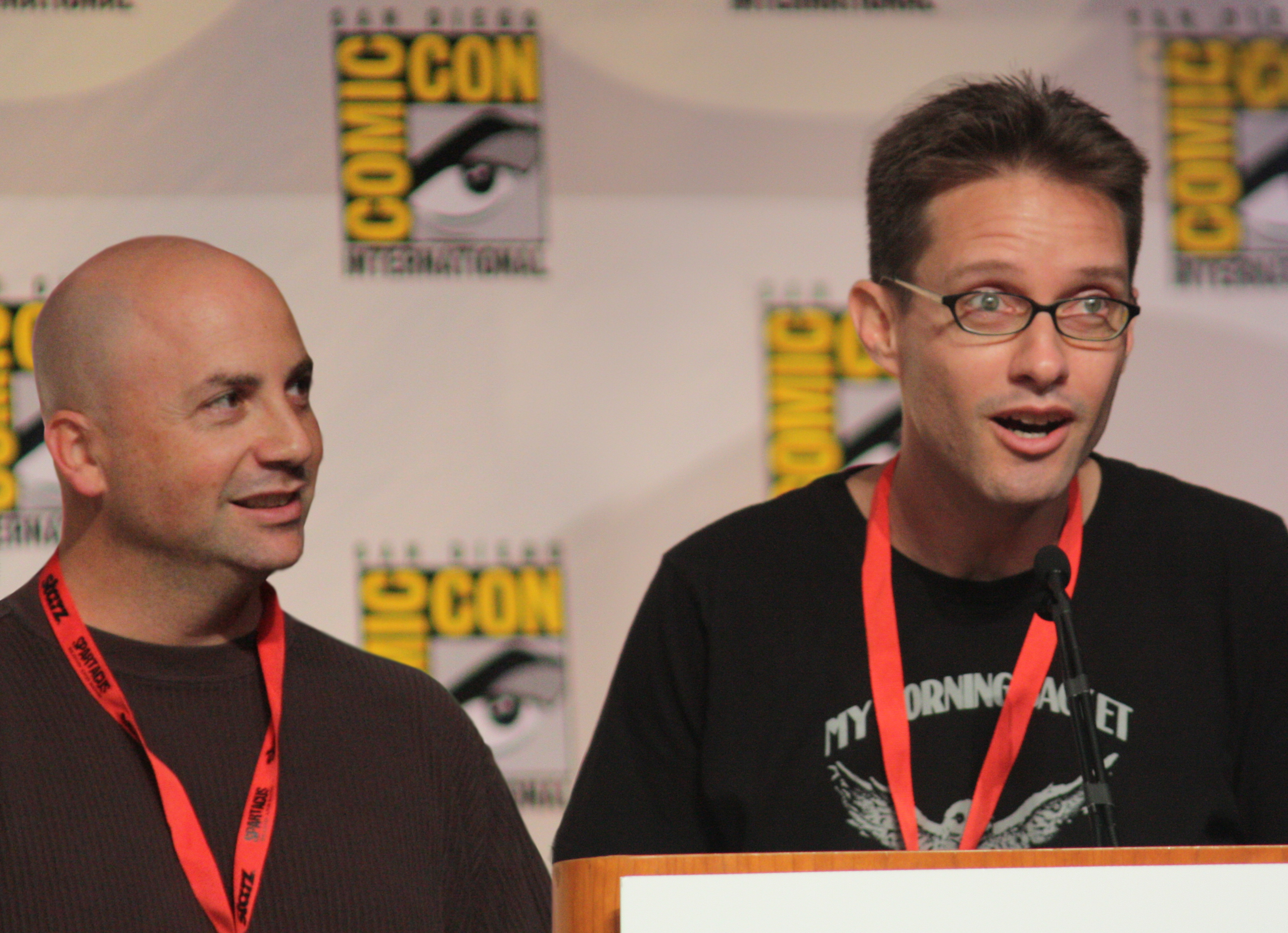
Mike Barker y Matt Weitzman, guionistas de A Hero Sits Next Door.

A Hero Sits Next Door está escrito por Mike Barker y Matt Weitzman siendo este el primer episodio de ambos, y dirigido por Monte Young también como su debut en la serie. Durante la producción del episodio, los guionistas tuvieron que compartir oficinas junto con el equipo de producción de la serie King of the Hill. Al igual que los otros seis episodios de la primera temporada, este otro fue producido diez meses antes de su emisión debido al estilo de mano alzada de la serie. Seth MacFarlane comparó la producción de la primera temporada con un proyecto universitario; la única diferencia estaba en que esta vez estaba financiada. El reparto artístico del episodio incluye a los actores Suzie Plakson, Wally Wingert, Carlos Alazraqui y la patinadora artística Michelle Kwan, entre otros miembros del equipo técnico como Butch Hartman.
El episodio sirve de introducción para el personaje de Joe Swanson (voz de Patrick Warburton y su familia, formada por su mujer Bonnie (voz de Jennifer Tilly) y su hijo Kevin.
Durante la producción del episodio se tuvo que buscar la manera de ocultar la discapacidad de Joe. Esto se hizo mostrando al personaje de cintura para arriba durante parte del episodio. A Hero Sits Next Door es el primer episodio de la serie que no hace mención de la muerte en su título dando así fin a la convención de títulos iniciados por MacFarlane por su pasión a los programas radiofónicos de los años 30 y 40 ya que algunos episodios eran difíciles de identificar.

Soy un gran fan de los antiguos dramas radiofónicos y me vino esta idea cuando la serie seguía intentando encontrarse en el principio, el título de cada episodio podría ser una referencia obvia a los dramas de suspense de los años 40. Y aunque, títulos cómo Death Has A Shadow no tengan nada que ver con la serie. Nos dimos cuenta de que esos títulos podrían dejar de tener gracia a los cuatro episodios. Son las 02:00 h y estamos intentando arreglar esas cosas. Así que tendremos que optar por títulos más tradicionales.

## Referencias culturales

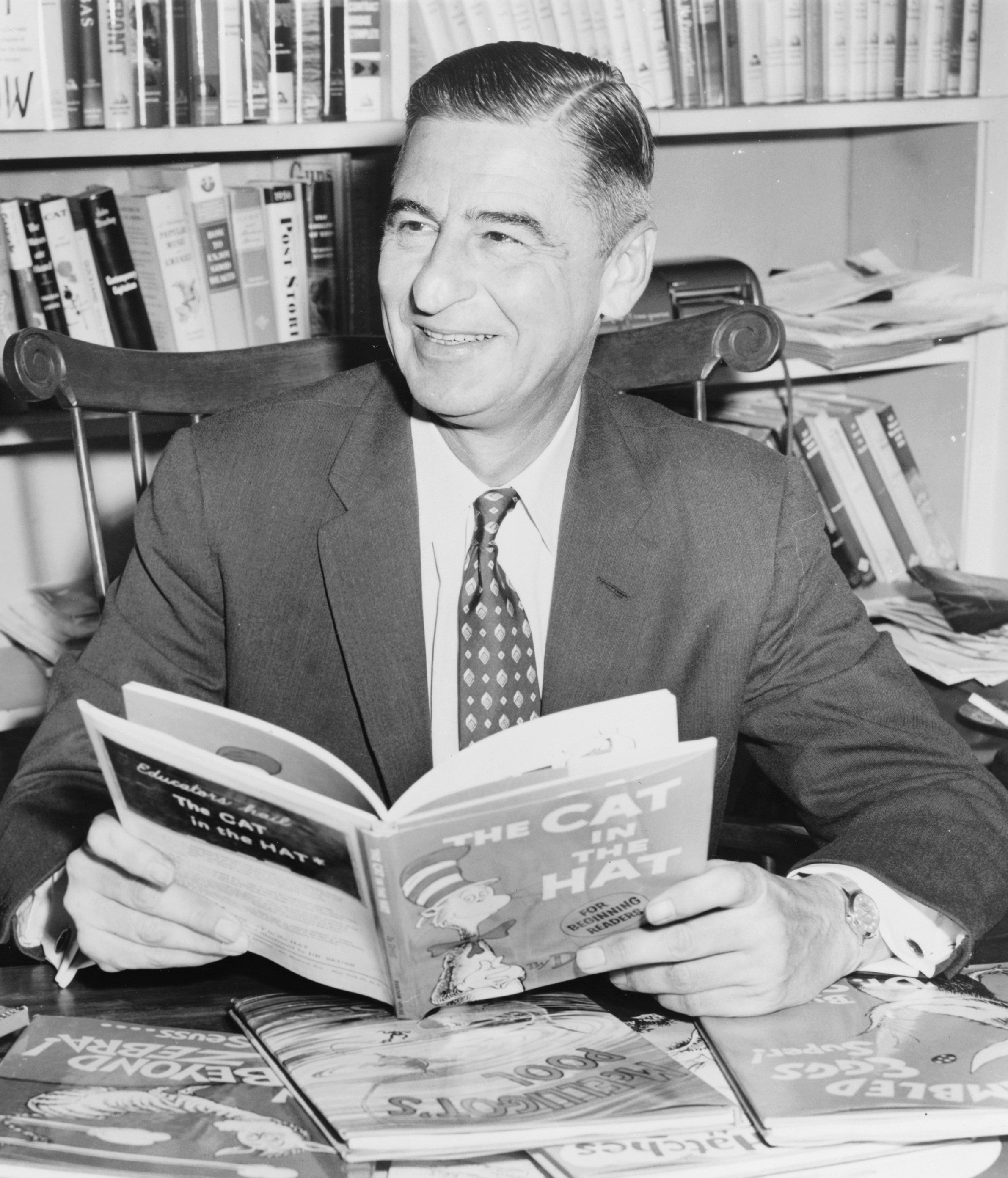
La historia infantil ¡Cómo El Grinch robó la Navidad! fue referenciada en el episodio. En la imagen, Dr. Seuss, escritor del cuento.